# Pačetin
Pačetin (serbiska: Пачетин) är en ort i Kroatien.   Den ligger i länet Srijem, i den östra delen av landet, 230 km öster om huvudstaden Zagreb. Pačetin ligger 86 meter över havet och antalet invånare är 541.
Terrängen runt Pačetin är mycket platt. Runt Pačetin är det ganska tätbefolkat, med 56 invånare per kvadratkilometer. Närmaste större samhälle är Vinkovci, 9,9 km söder om Pačetin. Trakten runt Pačetin består till största delen av jordbruksmark.